# Citroën C4 Cactus
Citroën C4 Cactus je model automobilu, vyráběný od roku 2014 francouzskou automobilkou Citroën ve Španělsku. Jde o pětidveřové SUV, vyráběné se dvěma odlišnými motory: benzínový (tříválcový; 1,2 l) a dieselový (čtyřválcový; 1,6 l). Automobil se umístil na druhém místě soutěže Evropské auto roku. Kromě Evropy byl prodáván také v Austrálii, na Novém Zélandu, v Malajsii, Číně, Jihoafrické republice a v Jižní Americe. Původní verze přestala být vyráběna v prosinci 2017. Nový C4 Cactus měl premiéru na vídeňském autosalonu v lednu 2018. K prodejcům začaly být vozy dodávány 14. dubna 2018.